# Bartholomäus Agricola

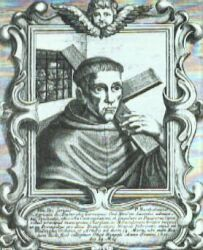
Bartholomäus Agricola

Bartholomäus Agricola OFMConv (* um 1560 in Amberg; † 23. Mai 1621 in Neapel; eigentlich Bartholomäus Pauer) war ein deutscher Minorit und Komponist.

## Leben
Agricola war Sohn des Amberger Küfermeisters Hanns Pawer. Er erhielt seine musikalische Ausbildung in seiner Heimatstadt Amberg, wo der Komponist Mathias Gastritz als Organist an St. Martin wirkte. In den Kirchenratsprotokollen ist am 31. Dezember 1577 vermerkt, dass „Barth. Agricola“ neben elf weiteren Schülern zum Examen für den Übertritt von der städtischen lutherischen Lateinschule in das kurfürstliche calvinistisch geprägte Pädagogium nicht erschienen sei. Möglicherweise waren die konfessionellen Streitigkeiten der Grund dafür, dass Agricola auf die Vorteile verzichtete, die die Ausbildung im angesehenen Pädagogium mit sich gebracht hätte, und seine Heimatstadt verließ. In Italien konvertierte er zum Katholizismus und bemühte sich um die Aufnahme in einen Franziskanerkonvent. Eine spätere Heimkehr nach Amberg und der Versuch, auch seine Familie zum Katholizismus zu bekehren, endeten im Zerwürfnis mit der Familie und seiner überstürzten Flucht.
Agricolas früheste bekannte Kompositionen stehen in einem Karlsruher Chorbuch von 1575 bis 1585. Sein zweites bekanntes Werk ist ein Codex aus dem Franziskanerkonvent Tagliacozzo, der auf das Jahr 1600 datiert ist. Die Handschrift enthält ferner vierstimmige Antiphonen von Costanzo Porta, dessen Schüler Agricola in den 1590er-Jahren möglicherweise war.
Agricola wirkte drei Jahre lang in Assisi, wo er für die Kirchenmusik zuständig war und erste Schriften über die Askese verfasste. Nach Aufenthalten in weiteren Franziskanerkonventen in Bari, Trani, Bitonto und Molfetta und seiner Priesterweihe kam Agricola schließlich in das Kloster San Lorenzo Maggiore in Neapel. Dort wirkte er als Volksprediger und widmete sich der Armen- und Krankenpflege.
Am 23. Mai 1621 starb er im Ruf der Heiligmäßigkeit. Seine Grabstelle in Neapel ist traditionell das Ziel vieler Pilger. Nachdem das originale Grab im Zweiten Weltkrieg zerstört worden war, wurden seine Reliquien 1987 in die Basilika San Lorenzo Maggiore übertragen. Ein Verfahren zur Seligsprechung wurde bereits kurz nach seinem Tod genehmigt, aber erst über ein Jahrhundert später formal eingeleitet und dann zunächst nicht weiter betrieben; kürzlich wurde es wieder aufgenommen. Ein Bildnis in der Klosterkirche Schönau zeigt ihn im Habit mit einem Kreuz auf der Schulter.